# Пропала грамота (мультфільм)
«Пропала грамота» — радянський мальований мультфільм 1945 року. Перший повнометражний фільм студії «Союзмультфільм» і перший значний успіх сестер Брумберг. Знятий за одноіменною повістю Микола Васильовича Гоголя з використанням його повістей «Зачароване місце» та «Сорочинський ярмарок». .
Мультфільм знято виключно російською мовою , як виявилось він спотворює образ запорозького козацтва , також у ньому як і у багатьох інших радянських стрічках присутні елементи українофобії : українці зображені потворними та у деякій мірі навіть карикатурними

## Сюжет
Спекотним серпнем, до цариці, з гетьманською грамотою відправляють до столиці козака. Дорогою заводить він знайомство з розгульним запорожцем. На привалі новий товариш розповів, що продав душу сатані і чекає на розплату. Вночі козак не став лягати спати, вирішив подивитись, що далі буде. Як стемніло, на місце привалу прийшов чорт, повів коня, а з ним і царську грамоту. Довелося гінцю шукати пропажу у переповненому нечистою силою лісі. Вранці розпрощався козак із знайомим і, вже безупинно, помчав до Петербурга.

## Оцінка
Ми ризикуємо робити повнометражний фільм. Автором для цього ми обрали Гоголя. Звичайно, це було дуже відповідально, але саме в гоголівському переплетенні побутового з фантастичним, гумору з поезією ми відчули риси, близькі до нашого мистецтва.
— З. Брумберг.
Для достовірнішої постановки танцю Запорожця і Козака до роботи було залучено Ігор Моїсєєв. Показуючи танцювальні па, він говорив:

Дивіться та замальовуйте. І фантазуйте! Ваше мистецтво може змусити робити недоступні живим танцюристам стрибки, викидати дивовижні коліна. Намальованим героям доступний немислимий для людей темп.

## Над фільмом працювали
- Сценарій — Валентина Брумберг, Зінаїда Брумберг, Зіновій Калік
- Художній керівник — Олександр Птушко
- Режисери-постановники: — Валентина Брумберг, Зінаїда Брумберг
- Режисер — Ламіс Бредіс
- Художники — Євген Мигунов, Анатолій Сазонов
- Композитори — Сергій Василенко
- Художники-мультиплікатори — Ламіс Бредіс, Борис Дежкін, Тетяна Басманова, Фаїна Єпіфанова, Лев Попов, Тетяна і Микола Федоров, Олександр Бєляков, Геннадій Філіппов, Надія Привалова, Роман Давидов, Ніна Міндовська, Петро Рєпкін
- Художники-декоратори — Віра Валеріанова, Віра Роджеро, Ольга Геммерлінг, В. Сутєєва, Г. Невзорова, Ірина Троянова
- Оператори — Микола Воїнов, Олена Петрова
- Звукооператори — Микола Прилуцький
- Помічники режисера — К. Апестіна, Є. Голованова, І. Кульнєва, Е. Новосільська, Т. Федорова, Є. Г. Шилова
- Шумове оформлення — В. Попов

### У ролях
- Михайло Яншин — Козак Василь
- Борис Ліванов — Запорожець
- Сергій Мартінсон — Відьма
- Леонід Пирогов — Писар (у титрах не вказано)
- Закадровий текст читає —  Василь Качалов.

## Відео
У середині 1990-х років Studio PRO Video та студія «Союз» випустила відеокасети з цим мультфільмом. У 2000-х роках мультфільм випущений на DVD студією «Союз».